# Вевелсбург
Вевелсбург (на немски: Wewelsburg) е ренесансов замък, намиращ се в Северозападна Германия в едноименното село Вевелсбург. Има триъгълна форма и е добил популярност след Втората световна война като едно от най-важните седалища на Хайнрих Химлер. Историята на замъка можем да разделим на 2 основни части – преди и по време на Химлер.

## Преди Химлер
Замъкът е построен през 1609 година, като строежът е траел 6 години. През 1802 година е станал владение на Прусия, а през 1925 година е ремонтиран и превърнат в хотел, банкетна зала и една малка част в музей.

## По времето на Химлер
През 1934 година Вевелсбург става една от главните квартири на СС и Хайнрих Химлер. Привидно задачата, за която е бил предвиден, не будела никакво подозрение – официално замъкът е бил предвиден да бъде база, където да се тренират млади служители от СС. Но дейността, която се вършела там, била далеч по-тъмна.

## „Магическата история“ на замъка
Цялостната нацистка идеология по това време била родена на базата на теории за свръхчовека и неговото създаване. Вевелсбург като обикновен замък е напълно нормално съоръжение, но под безумните напътствия и виждания на Химлер трябвало да се превърне в столица на отделна държава – собствена държава на СС в Германия, където да живеят най-умните и най-способни индивиди от СС. Държава със собствена армия и собствени жители – т.е. държава в държавата. След смъртта на Химлер, в таен сейф в замъка са намерени планове за господство на „Химлеровата държава“ над победения СССР, както и планове за бъдещо разрастване на замъка.
Като главен център на света трябвало да бъде избрана Северната кула. Там се намирало помещение с много дебели стени и мозайка на черното слънце – символ, използван в окултните учения. Черното слънце представлява група от черни светкавици, разпределени във формата на кръг. По-надолу от това помещение (целта на което е неизвестна и днес) се намира „Тъмната Валхала“ – отново помещение във форма на окръжност, за което се предполага, че е било използвано за извършване на ритуални самоубийства. Това помещение също така е било предназначено за величествена гробница на Химлер и дванайсетте му сподвижници.

## Галерия
- Северното крило с моста към входа.
- Входове във вътрешния двор.
- Въздушен изглед.
- Изглед от долината Алме.
- Вътрешен двор.
- Зала на обергрупенфюрерa.